# معركة عقيربات
2016\4\24
في هذا التاريخ تم قصف عقيربات بطائرات روسيا مما نتجه عن الدمار الكثير وعدد الضحايا الكثير ومنهم 
عدنان احمد العبدالله// 
قيس عندنان العبدالله//
عدي نصر القاسم //
أحمد نصر القاسم//
محمد منهل الكمش//
محمد عبد الرزاق العكيل.
والكثير من اهالي ناهية عقيربات
معركة عقيربات هي معركة وقعت في الفترة ما بين يومي 1-3 سبتمبر (أيلول) 2017 في بلدة عقيربات الواقعة في ريف محافظة حماة الشرقي في سوريا خلال الحرب الأهلية السورية.

## التسلسل الزمني للأحداث
شنت قوات الجيش السوري عدة هجمات على المواقع التي يسيطر عليها تنظيم الدولة الإسلامية في العراق والشام (داعش) في منطقة البادية الواقعة في شرق سوريا، وفي 18 أغسطس (آب) 2017، وجد 1500 مقاتل من المنتمين لتنظيم الدولة الإسلامية أنفسهم محاصرين بالكامل في بلدة عقيربات الواقعة في شرق محافظة حماة، والتي كانوا يسيطرون عليها مع 44 قرية أخرى من القرى المحيطة بها منذ عام 2014. كانت القرية مأهولة بقرابة 5000 مدني، وفي اليوم الأول من سبتمبر (أيلول) 2017، هاجمت قوات الجيش السوري المدعومة من روسيا وإيران بلدة عقيربات، وتمكنوا من استعادة السيطرة على البلدة خلال اليوم الأول من الهجوم، ولكن سرعان ما شن مقاتلو داعش هجومًا مضادًا عنيفًا في اليوم التالي، واستعادوا السيطرة على البلدة، قبل أن ينجح الجيش السوري والقوات الموالية له في التصدي لمقاتلي تنظيم الدولة الإسلامية ويستعيدوا السيطرة على بلدة عقيربات مًجدّدًا في 3 سبتمبر (أيلول) 2017.

## الخسائر البشرية
كشفت تقارير المرصد السوري لحقوق الإنسان أن المعارك التي وقعت في بلدة عقيربات بريف حماة الشرقي في الفترة ما بين يومي 1-3 سبتمبر (أيلول) 2017 خلفت ما لا يقل عن 35 قتيلًا في صفوف الجيش السوري وما لا يقل عن 120 قتيلًا في صفوف تنظيم الدولة الإسلامية. وفي 3 سبتمبر (أيلول) 2017، أشار المرصد السوري لحقوق الإنسان أيضًا إلى مقتل ما لا يقل عن 40 مدنيًا، بينهم سبع نساء وسبعة أطفال، خلال الاشتباكات التي وقعت في منطقة عقيربات على مدار الأيام العشرة السابقة.